# Манієма
Манієма (фр. Maniema) — провінція на сході Демократичної Республіки Конго. Межує з провінціями Санкуру на заході, Чопо на півночі, Північним та Південним Ківу на сході, а також з провінціями Ломамі й Танганьїка на півдні.

## Географія
Загальна площа провінції складає 132 250 км². У Маніємі проживають близько 1 246 787 жителів. З півдня на північ Манієму перетинає річка Луалаба. Адміністративний центр — місто Кінду (до того ж місто є кінцевою станцією залізничної лінії, що поєднує східну частину країни з залізничною мережею південної Африки).

## Історія
У XIX столітті була відома як Ківу (фр. Kivu), потім була розділена 1988 року. Нині колишнє Ківу — це Манієма, Північне й Південне Ківу. В результаті конституційної реформи 2005 року, що торкнулась адміністративного поділу Конго, кордони Манієми змін не зазнали.

## Адміністративний поділ
- Міста
  - Кінду
    - комуна Алунгілі
    - комуна Касуку
    - комуна Мікеленге
- Території
  - Кабамбаре
  - Каїло
  - Касонго
  - Кібомбо
  - Лубуту
  - Пангі
  - Пунія

## Економіка
Через те, що південна та східна частини части Демократичної Республіки Конго багаті на корисні копалини, у Маніємі займаються видобутком вольфраму, танталу (колумбіт-танталіту), олова і золота.